# Lissosculpta novickii
Lissosculpta novickii là một loài tò vò trong họ Ichneumonidae.